# Liste der Baudenkmale in Groß Wokern
In der Liste der Baudenkmale in Groß Wokern sind alle denkmalgeschützten Bauten der Gemeinde Groß Wokern (Mecklenburg-Vorpommern) und ihrer Ortsteile aufgelistet (Stand 10. Februar 2021). 

## Legende
In den Spalten befinden sich folgende Informationen:
- ID-Nr: Die Nummer wird von den Denkmalämtern der Landkreise vergeben. Wenn sie nicht bekannt ist, bleibt die Spalte leer. In dieser Spalte kann sich zusätzlich das Wort Wikidata befinden, der entsprechende Link führt zu Angaben zu diesem Denkmal bei Wikidata.
- Lage: die Adresse des Denkmales und die geographischen Koordinaten.
Link zu einem Kartenansichtstool, um Koordinaten zu setzen. In der Kartenansicht sind Denkmale ohne Koordinaten mit einem roten bzw. orangen Marker dargestellt und können in der Karte gesetzt werden. Denkmale ohne Bild sind mit einem blauen bzw. roten Marker gekennzeichnet, Denkmale mit Bild mit einem grünen bzw. orangen Marker.
- Bezeichnung: Bezeichnung, so wie sie in den offiziellen Listen der Denkmalämter steht. Ein Link hinter der Bezeichnung führt zum Wikipedia-Artikel über das Denkmal. Wenn die Bezeichnung der Denkmalämter inhaltlich fehlerhaft ist, ist in der Spalte „Beschreibung“ darauf hinzuweisen.
- Beschreibung: Beschreibung des Denkmales
- Bild: ein Bild des Denkmales und gegebenenfalls einen Link zu weiteren Fotos des Denkmals im Medienarchiv Wikimedia Commons

## Baudenkmale nach Ortsteilen

### Groß Wokern
| ID   | Lage                  | Bezeichnung                                      | Beschreibung | Bild                                      |
| ---- | --------------------- | ------------------------------------------------ | --- | ----------------------------------------- |
| 0753 |                       | Dorfanger mit Kriegerdenkmal 1914/1918           | | Dorfanger mit Kriegerdenkmal 1914/1918    |
| 0754 | Dorfstraße 1 (Karte)  | Bauernhof mit Wohnhaus, Scheune und Stall        | | Bauernhof mit Wohnhaus, Scheune und Stall |
| 0755 | Dorfstraße 33 (Karte) | ehem. Schule, heute Kindergarten                 | | ehem. Schule, heute Kindergarten          |
| 0756 | (Karte)               | Kirche mit Friedhof und Glockenstuhl (Honigberg) | Spätromanische Feldsteinkirche von 1240 bis 1260; 2-jochiges, 1-schiffiges Langhaus mit Schlitzfenster und Rundbogenportal sowie späterem kuppeligen Kreuzrippengewölbe; eingezogener Chor mit Kuppelgewölbe und spitzbogigem Triumphbogen; Glockenstuhl außerhalb der Kirche; Böger - Orgel von 1894 | Weitere Bilder                            |

### Klein Wokern
| ID   | Lage                    | Bezeichnung                                       | Beschreibung                                                              | Bild                                              |
| ---- | ----------------------- | ------------------------------------------------- | ------------------------------------------------------------------------- | ------------------------------------------------- |
| 0803 | Klein Wokern 17 (Karte) | Gutsanlage mit Gutshaus, Torhaus und zwei Ställen | 1-gesch., 9-achs. Putzbau mit großem Krüppelwalmdach mit Fledermausgauben | Gutsanlage mit Gutshaus, Torhaus und zwei Ställen |

### Neu Wokern
| ID   | Lage                  | Bezeichnung          | Beschreibung | Bild |
| ---- | --------------------- | -------------------- | ------------ | ---- |
| 0846 | Neu Wokern 27 (Karte) | ehem. Bahnhof        |              |      |
| 0847 | Neu Wokern            | Stellwerk mit Signal |              |      |

### Nienhagen
| ID   | Lage                 | Bezeichnung              | Beschreibung | Bild |
| ---- | -------------------- | ------------------------ | ------------ | ---- |
| 0853 | Nienhagen 26 (Karte) | ehem. Schule             |              |      |
| 0854 | Nienhagen 90 (Karte) | Bauernhaus               |              |      |
| 0855 |                      | Kriegerdenkmal 1914/1918 |              |      |

## Ehemalige Denkmäler

### Groß Wokern
| ID | Lage | Bezeichnung | Beschreibung | Bild |
| -- | ---- | ----------- | ------------ | ---- |
|    |      | Ziegelei    |              |      |

### Nienhagen
| ID | Lage                  | Bezeichnung               | Beschreibung | Bild |
| -- | --------------------- | ------------------------- | ------------ | ---- |
|    | Dorfstraße 99 (Karte) | Stall (bei Dorfstraße 99) |              |      |

## Quelle
Denkmalliste des Landkreises Rostock A ‐ Z (Stand: 10. Februar 2021; PDF, 497 KB)